# گوگل بیس

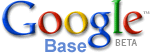
Google base

گوگل بیس یک پایگاه‌داده آنلاین است که توسط گوگل ساخته شده‌است. در این پایگاه‌داده می‌توان انواع داده‌ها از قبیل متن، تصاویر و داده‌های ساختاریافته با قالب XML، PDF، اکسل (ابهام‌زدایی)، RTF و WordPrefect را جای داد. اگر گوگل داده‌های وارد شده در این پایگاه داده را مرتبط با عبارت جستجوشده یافت آن را در نتایج جستجوی خود نشان خواهد داد.